# Cypripedium
Cypripedium és un gènere que conté 56 espècies d'orquídies de la subfamilia Cypripedioideae, de la família Orchidaceae. Es distribueixen en l'Hemisferi Nord.

## Taxonomia
- Cypripedium acaule
- Cypripedium agnicapitatum
- Cypripedium arietinum
- Cypripedium bardolphianum
- Cypripedium calceolus
- Cypripedium calcicolum
- Cypripedium californicum
- Cypripedium candidum
- Cypripedium cheniae
- Cypripedium cordigerum
- Cypripedium debile
- Cypripedium dickinsonianum
- Cypripedium elegans
- Cypripedium fargesii
- Cypripedium farreri
- Cypripedium fasciculatum
- Cypripedium fasciolatum
- Cypripedium flavum
- Cypripedium formosanum
- Cypripedium forrestii
- Cypripedium franchetii
- Cypripedium froschii
- Cypripedium guttatum
- Cypripedium henryi
- Cypripedium himalaicum
- Cypripedium irapeanum
- Cypripedium japonicum
- Cypripedium kentuckiense
- Cypripedium lentiginosum
- Cypripedium lichiangense
- Cypripedium ludlowii
- Cypripedium macranthos
- Cypripedium margaritaceum
- Cypripedium micranthum
- Cypripedium molle
- Cypripedium montanum
- Cypripedium morinanthum
- Cypripedium neoparviflorum
- Cypripedium palangshanense
- Cypripedium parviflorum
- Cypripedium passerinum
- Cypripedium plectrochilum
- Cypripedium pubescens
- Cypripedium reginae
- Cypripedium roseum
- Cypripedium rubronerve
- Cypripedium segawai
- Cypripedium shanxiense
- Cypripedium sichuanense
- Cypripedium sinapoides
- Cypripedium subtropicum
- Cypripedium taibaiense
- Cypripedium tibeticum
- Cypripedium wardii
- Cypripedium wumengense
- Cypripedium yatabeanum
- Cypripedium yunnanense